# Eban
Eban is een dorp in het district Miomaffo Barat van regentschap Noord-Midden-Timor, provincie Oost-Nusa Tenggara, Indonesië.

## Geografie
Het dorp Eban bevindt zich op 820 m hoogte boven zeeniveau, ten zuiden van de Oost-Timorese exclave Oe-Cusse Ambeno. Eban is het bestuurlijke centrum van het district Miomaffo Barat, en is tevens subdistrict.

## Demografie
De oppervlakte is 39,0 km² en de bevolking bedraagt 2.686 inwoners (2020). Naast de indonesische taal wordt er de taal Uab Meto en het dialect Miomaffo gesproken.
De missionering vanaf de eerste helft van de twintigste eeuw heeft geresulteerd in een hoog percentage christenen in Eban: 93 % katholiek en 5 % protestant. Het percentage moslim bedraagt 2 %.
Verder is Eban een devotiepark rijk, dat onlangs gerenoveerd en officieel heropend is. In het devotiepark zijn een Maria-grot aanwezig, een kruisweg met veertien staties en een acht meter hoog kruisbeeld boven op de rotsen.

## Bestuur
Naast het bestuur op districts- en dorpsniveau is er ook een overlegstructuur voor de burgers. Het is het overleg op buurtniveau (Rukun Tetangga) en op wijkniveau (Rukun Warga). Zo heeft Eban 29 buurtverenigingen en zes wijkverenigingen. Omdat Eban de status van subdistrict heeft, mogen er tot 50 gezinshoofden een buurtvereniging vormen, in plaats van tot 30 anders. De buurtvereniging voert beraadslagingen en gemeenschapsdiensten uit, onder leiding van een voorzitter. Deze wordt door de leden gekozen en is de vertegenwoordiger in de wijkvereniging. Eban heeft zes wijkverenigingen en in elke wijkvereniging hebben zo’n vijf vertegenwoordigers van buurtverenigingen zitting.

## Economie
Uit de gegevens voor 2019 blijkt dat het merendeel van de bevolking als land- en tuinbouwer werkzaam is. Verder onderscheidt men gepensioneerden, middenstanders, medewerkers van kleine bedrijven en de mensen in de dienstensector zoals: onderwijs, districtsbestuur, politie, leger.

## Verkeer en Transport
Een belangrijke weg is de weg van Soë via Eban naar Kefamenanu. Zie ook bijgaand kaartje.
Ook is er in 2020 een hangbrug over de Noebesi rivier gereedgekomen, ten zuidwesten van Noepesu en Eban. Deze brug stelt nu de boeren uit het district Tobu, ten zuiden van de rivier, in staat om via een korte en veilige weg met hun producten naar de weekmarkt in Eban te gaan. Voorheen was het niet mogelijk om de rivier veilig over te steken tijdens de natte moesson (~ november - maart) en met een hoog wateraanbod dan.

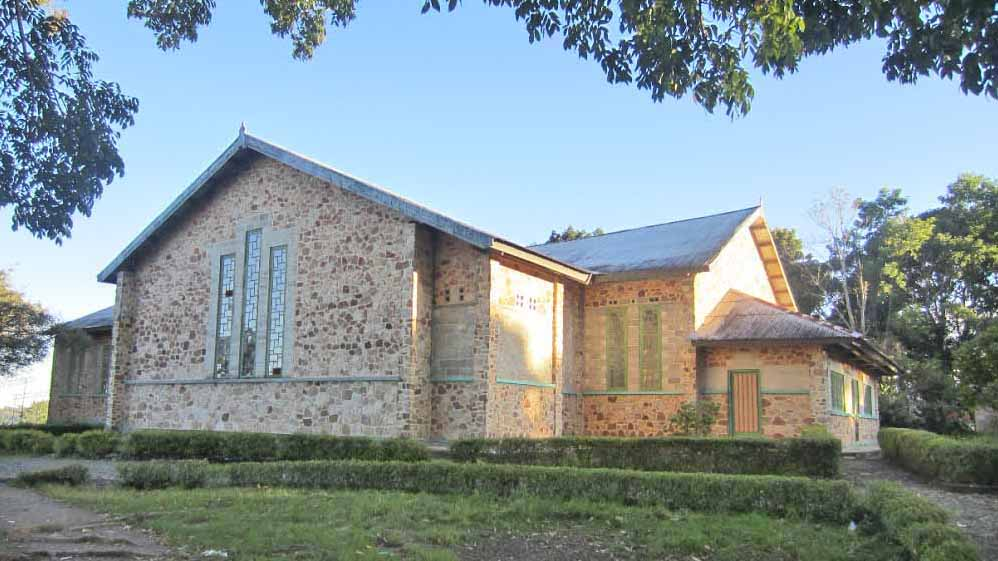
Gereja Santa Maria Diangkat ke Surga (Kerk Heilige Maria ten Hemelopneming, Katholiek)